# BD+20°2457
BD+20°2457 es una estrella gigante luminosa de tipo K en la constelación de Leo. Su magnitud aparente es +9,75 y se encuentra a unos entre 320 a 980 años luz de la Tierra. El 10 de junio de 2009, se descubrieron dos objetos subestelares orbitando a la estrella denominados BD+20°2457 b y c.
| Acompañante (En orden desde la estrella) | Masa (MJ) | Período orbital (días) | Semieje mayor (UA) | Excentricidad |
| ---------------------------------------- | --------- | ---------------------- | ------------------ | ------------- |
| b                                        | ≥21.42    | 379.63 ± 2.01          | 1.45               | 0.15 ± 0.03   |
| c                                        | ≥12.47    | 621.99 ± 10.20         | 2.01               | 0.18 ± 0.06   |